# Campionato italiano di ciclismo su strada 1940
Il Campionato italiano di ciclismo su strada 1940, trentunesima edizione della corsa, si svolse in sette prove dal 19 marzo al 27 ottobre 1940. Fu vinto da Gino Bartali, che si aggiudicò cinque delle sette prove e precedette in classifica Pietro Rimoldi e Osvaldo Bailo.

## Calendario
| Data       | Evento                     | Vincitore    | Squadra |
| ---------- | -------------------------- | ------------ | ------- |
| 19 marzo   | Milano-Sanremo (1940)      | Gino Bartali | Legnano |
| 14 aprile  | Giro di Toscana (1940)     | Gino Bartali | Legnano |
| 2 maggio   | Giro del Piemonte (1940)   | Cino Cinelli | Bianchi |
| 14 luglio  | Trofeo Moschini (1940)     | Adolfo Leoni | Bianchi |
| 28 luglio  | Giro di Campania (1940)    | Gino Bartali | Legnano |
| 18 agosto  | Gran Premio di Roma (1940) | Gino Bartali | Legnano |
| 27 ottobre | Giro di Lombardia (1940)   | Gino Bartali | Legnano |

## Classifica
| Pos. | Corridore       | Squadra | Punti |
| ---- | --------------- | ------- | ----- |
| 1    | Gino Bartali    | Legnano | 5     |
| 2    | Pietro Rimoldi  | Olympia | 17    |
| 3    | Osvaldo Bailo   | Gerbi   | 18    |
| 4    | Adolfo Leoni    | Bianchi | 19    |
| 4    | Mario Vicini    | Bianchi | 19    |
| 6    | Fausto Coppi    | Legnano | 22    |
| 7    | Cino Cinelli    | Bianchi | 25    |
| 7    | Aldo Bini       | Bianchi | 25    |
| 7    | Mario Ricci     | Legnano | 25    |
| 10   | Glauco Servadei | Gloria  | 26    |